# Знаки почтовой оплаты СССР (1952)
Зна́ки почто́вой опла́ты СССР (1952) — перечень (каталог) знаков почтовой оплаты (почтовых марок), введённых в обращение дирекцией по изданию и экспедированию знаков почтовой оплаты Министерства связи СССР в 1952 году.

## Список коммеморативных (памятных) марок
Порядок следования элементов в таблице соответствует номеру по каталогу марок СССР (ЦФА), в скобках приведены номера по каталогу «Михель».
| № по каталогу                        | Изображение | Описание и источники                                           | Номинал   | Дата выпуска        | Тираж     | Художник     |
| ------------------------------------ | ----------- | -------------------------------------------------------------- | --------- | ------------------- | --------- | ------------ |
| (ЦФА [АО «Марка»] № 1667) (Mi #1615) |             | 28-я годовщина со дня смерти В. И. Ленина: - Юность Ленина.    | 0,40 руб. | 28 января 1952 года | 1 000 000 | Иван Дубасов |
| (ЦФА [АО «Марка»] № 1668) (Mi #1616) |             | 28-я годовщина со дня смерти В. И. Ленина: - Ленин с детворой. | 0,60 руб. | 28 января 1952 года | 500 000   | Иван Дубасов |
| (ЦФА [АО «Марка»] № 1669) (Mi #1617) |             | 28-я годовщина со дня смерти В. И. Ленина: - Ходоки у Ленина.  | 1,00 руб. | 28 января 1952 года | 1 000 000 | Иван Дубасов |

## Комментарии
1. ↑  Ниже приведён перечень памятных художественных марок (с возможностью сортировки по номиналу, тиражу и дате введения в обращение).
2. ↑  28-я годовщина со дня смерти В. И. Ленина: юность Ленина, многоцветная, рамка сине-зелёная. Фототипия, перфорирована: линейная зубцовка 12½ (на каждые 2 сантиметра края марки приходится 12½ зубцов). В марочных листах 50 (10×5) марок[2][6][7].
3. ↑  28-я годовщина со дня смерти В. И. Ленина: Ленин с детворой, многоцветная, рамка синяя. Фототипия, перфорирована: линейная зубцовка 12½ (на каждые 2 сантиметра края марки приходится 12½ зубцов). В марочных листах 50 (5×10) марок[2][6][7].
4. ↑  28-я годовщина со дня смерти В. И. Ленина: ходоки у Ленина, многоцветная, рамка жёлто-коричневая. Фототипия, перфорирована: линейная зубцовка 12½ (на каждые 2 сантиметра края марки приходится 12½ зубцов). В марочных листах 50 (5×10) марок[2][6][7].